# 最上眞理
最上 眞理（もがみ まり、女性、1979年12月24日 - ）は、日本の元プロレスラー。広島県広島市出身。

## 経歴・戦歴
全日本女子プロレスに平成7年組として入団。同期に納見佳容。
1995年10月4日、後楽園ホールでの納見佳容戦でデビューし勝利。ルックスの良さから納見とともに全女ファンから支持された。
同年の新人王決定戦でも納見に勝利。この試合は新人王戦の中でも屈指の好勝負として語り継がれる程であった。
1996年2月12日、田村欣子が持つ全日本ジュニア王座に挑戦するも奪取ならず。
1996年3月31日の横浜アリーナ大会を前に深夜に納見とともに2人で脱走する。納見は後に戻って来て現役復帰するが、最上は戻らずそのまま引退する形になった。 引退に至った経緯は「練習の厳しさには耐えれても、いじめには耐える必要性はないから」と語っている。

## タイトル
- 平成7年度新人王